# Ndabaningi Sithole
Ndabaningi Sithole (Nyamandhovu, 31 de julio de 1920-Filadelfia, 12 de diciembre de 2000) fue un escritor, pastor congregacionalista y político de Zimbabue, uno de los fundadores el 1 de julio de 1963 de la Unión Nacional Africana de Zimbabue (ZANU), organización que se opuso al gobierno de la República de Rodesia, y pasó en prisión 10 años.

## Biografía
Educado en misiones cristianas y gracias a una beca, estudió magisterio en el Waddilove Training Institute (1939-1941) y trabajó como profesor en escuelas e institutos de Rodesia. En 1948, realizó estudios bíblicos en la Tegwani Training Institution, convirtiéndose en predicador metodista, primero de la Iglesia Metodista de Gran Bretaña y desde 1950 de la Iglesia Metodista Unida y profesor en la Misión Americana Metodista, que lo envió a Estados Unidos para estudiar teología entre 1955 y 1958 en el Newton Theological College ordenándose ministro de la Iglesia Unida de Cristo a su vuelta a Rodesia en 1958.
La publicación de su libro African Nationalism  y su prohibición inmediata por el  gobierno de minoría branca motivó su entrada en política, primero en la organización de Joshua Nkomo, el Partido Demócrata Nacional.

## ZANU
Fundó la Unión Nacional Africana de Zimbabue en agosto de 1963 con Herbert Chitepo, Robert Mugabe y Edgar Tekere. El congreso del  partido que se celebró en Gwelo en 1964 eligió a Sithole como presidente y a Robert Mugabe como secretario general. Poco después, el gobierno de Ian Smith prohibió el ZANU y Sithole, Mugabe, Tekere, Nyagumbo y Takawira fueron arrestados. En prisión, autorizó específicamente a Chitepo que continuara su lucha en el extranjero como representante de ZANU. La condena de Sithole fue por tramar el asesinato de Ian Smith. Al salir de la cárcel en  1974, se exilió en Tanzania.
El 18 de marzo de 1975 asesinaron a Chitepo en Lusaka con un coche bomba. En Mozambique, Mugabe asumió unilateralmente el control de ZANU. A finales de ese año, ZANU se escindió y una facción, principalmente formada por los ndebele, seguía a Joshua Nkomo. Sithole fundó el moderado ZANU-Ndonga que renunció a la lucha armada, el ZANU de Mugabe, denominado ahora ZANU PF y controlado principalmente por shonas, seguía una agenda más militante.
Sithole se unió a un gobierno de transición de blancos y negros el 31 de julio de 1979. Más tarde, en septiembre de 1979, presenció el acuerdo de la Lancaster House, presidido por Lord Carrington, que allanaba el camino para celebrar elecciones, mas los guerrilleros de ZANLA de Mugabe atacaron la zona de influencia de ZANU-Ndonga y no consiguió ningún diputado en las elecciones.
Al considerar peligrar su vida, Sithole se exilió primero en el Reino Unido en 1980 y en 1984 en Silver Spring (Maryland, Estados Unidos). Volvió a Zimbabue en 1992 y en 1995 salió elegido por la circunscripción de Chipinge y presentó su candidatura a las elecciones presidenciales de 1996.
En diciembre de 1997 un tribunal lo condenó por conspiración contra Mugabe y el gobierno lo inhabilitó para acudir al parlamento. No obstante, Sithole ganó de nuevo un escaño en las elecciones de junio de 2000

## Obra
Sithole es autor de la primera novela en nbedele Umvukela WamaNdebele publicada en 1956 por la Oficina de Literatura de Rodesia del Sur con el título de Amandebele kaMzilikazi. También es autor de The Polygamist, una novela publicada en 1972.